# Centrophorus robustus
Centrophorus robustus is een vissensoort uit de familie van de zwelghaaien en snavelhaaien (Centrophoridae). De wetenschappelijke naam van de soort is voor het eerst geldig gepubliceerd in 1985 door Deng, Xiong & Zhan.